# Idomeneo
Idomeneo, plným názvem Idomeneo, re di Creta (Idomeneus, král krétský), dřívějším názvem také Idomeneus, je opera seria Wolfganga Amadea Mozarta z roku 1781. V českém prostředí se uvádí také pod názvem Idomeneus. Autorem libreta je Giambattista Varesco. Poprvé byla uvedena 29. ledna 1781 v Mnichově.

## Hlavní postavy
- Idomeneus (italsky Idomeneo), krétský král (tenor)
- Idamantes, jeho syn (soprán)
- Arbakes (tenor)
- Ilia, dcera trojského krále Priama (soprán)
- Elektra, dcera mykénského krále Agamemnona (soprán)

## Obsah
Idomeneo je opera seria o třech dějstvích. Její děj je odvozen z antické pověsti – odehrává se na Krétě po skončení trojské války.

### První dějství
Idamentes, syn krétského krále Idomenea, se zamiluje do zajaté trojské princezny Ilie. Na její počest nechá propustit všechny trojské zajatce a to právě ve chvíli, kdy se dozvídá, že jeho otec zahynul na moři při návratu z trojské války. Idomeneus však nezahynul – byl zachráněn, když Neptunovi slíbil, za svou záchranu život prvního, koho potká po návratu na Krétu. Tím je (jak jinak) jeho syn Idamantes.

### Druhé dějství
Idomeneus se snaží oklamat Neptuna tím, že odešle Idamanta do dalekého Arga, kde se má oženit s královskou dcerou Elektrou. Neptun ale tento podvod nedovolí – nenechá loď odjet a jako pomstu posílá na Krétu netvora, který hubí vše živé.

### Třetí dějství
Idamantes se loučí s Iliou a odchází bojovat proti Neptunovu netvorovi. Mezitím lid Kréty naléhá na Idomenea, aby označil viníka Neptunovy nepřízně – ten nakonec přiznává, že on sám je příčinou a obětí má být jeho syn. Když se Idamantes slavně vrací z vítězného boje s netvorem, dozvídá se, že má být obětován a k této oběti svoluje. Ilia se nabízí jako oběť místo něj. Oba milenci se přou o to, kdo z nich má být obětován, tak dlouho, až se ozve z podzemí Neptunův hlas, který nařizuje, že se Idomeneus má vzdát trůnu ve prospěch svého syna, který na něj má usednout spolu se svou manželkou Iliou.